# Vydrica (přírodní rezervace)
Vydrica je přírodní rezervace v Bratislavském kraji, která byla zřízena 1. února 2022.
Rozloha přírodní rezervace je 483 hektarů, většina území (450 hektarů) je v nejpřísnějším 5. stupni ochrany.
Cílem ochrany je chránit přírodní procesy a umožnit přirozený vývoj přírodních společenstev, která se v oblasti nacházejí.
Většina toku Vydrice je součástí Chráněné krajinné oblasti Malé Karpaty, která je zařazena do druhého stupně ochrany. Současně se zde nacházejí tři chráněné oblasti evropského významu v rámci soustavy Natura 2000. Původní stav umožňoval celoroční těžbu dřeva, lov a další zásahy do přírody, které mohly biotop Vydrice ohrozit. Z tohoto důvodu usilovalo lesnické ochranářské sdružení VLK ve spolupráci s dalšími iniciativami a občanskými sdruženími o vyhlášení přírodní rezervace Pramene Vydrice, kde by nebyl povolen lov a těžba dřeva, ale byl by povolen volný pohyb všech návštěvníků.

## Historie vzniku
Přírodní rezervace je vyhlášena vyhláškou Ministerstva životního prostředí Slovenské republiky. Vyhlášení přírodní rezervace na nestátním území však může být provedeno pouze se souhlasem vlastníka. Ochránci přírody se proto snažili získat souhlas města Bratislavy s vyhlášením rezervace, protože většina povodí Vydrice se nachází na území bratislavských městských lesů.
První pokus inicioval LZ VLK spolu s Bratislavským krajským ochranářským sdružením v roce 2005 za podpory dalších ochranářských organizací. V elektronické petici adresované bratislavskému magistrátu bylo shromážděno více než 4 000 podpisů. Rada města návrh neschválila.
Druhý pokus se uskutečnil v roce 2013 pod názvem Evolution Park Bratislava. LZ VLK a BROZ se na této iniciativě podílely s podporou dalších ochranářských sdružení. Papírovou petici podpořilo 11 000 občanů a městské radě ji předložil tehdejší náměstek primátora Ján Budaj.  Aktivisté navrhovali dvě možnosti: buď vyhlášení přírodní rezervace v 5. stupni ochrany, nebo přijetí závazku ze strany hlavního města Bratislavy, že předmětné území bude bez zásahů, tj. bez těžby dřeva a lovu. Komise pro územní a strategické plánování, životní prostředí a výstavbu města Bratislavy petici podpořila a doporučila radě města, aby petici přijala a rezervaci vyhlásila. Bratislavské městské zastupitelstvo však návrh v hlasování 21. listopadu 2013 neschválilo, když pro něj hlasovalo pouze 11 z 38 přítomných členů. Schválili však 50 m široké ochranné pásmo od každého břehu řeky Vydrice, od začátku Bratislavského lesoparku po druhý lom, což v petici nebylo požadováno.
Třetí pokus byl zahájen iniciativou Chraňme povodí Vydrice a proběhl v roce 2018. Bylo to záměrně načasováno tak, aby se hlasování městské rady o rezervě konalo krátce před volbami. Byla zahájena petiční kampaň, a to jak fyzicky, tak elektronicky. Celkem bylo shromážděno více než 4 500 podpisů. Materiál byl městu předložen v září 2018. 19. září 2018 výbor pro územní plánování, strategické plánování, životní prostředí a výstavbu návrh jednomyslně schválil. Dne 27. září 2018 byl návrh předložen městské radě, která jej schválila s následujícím výsledkem: z 35 přítomných členů bylo 34 pro a 1 nehlasoval.

## Biotopy
Biotopy evropského a národního významu, které jsou předmětem ochrany PR Vydrica:
| Kód biotopu | Kód Natura 2000 | Název biotopu                  |
| Ls1.3       | * 91E0          | Podhorské jasanovo-olšové luhy |
| Ls2.1       | -               | Karpatské dubohabřiny          |
| Ls5.1       | 9130            | Květnaté bučiny a jedlobučiny  |
| Ls5.2       | 9110            | Acidofilní bučiny              |

Předmětem ochrany jsou biotopy jednoho prioritního evropsky významného druhu živočicha a biotopy tří evropsky významných druhů:
- rak kamenáč (Austropotamobius torrentium)
- páskovec (Cordulegaster heros)
- kovařík fialový (Limoniscus violaceus)
- Tesařík alpský (Rosalia alpina)

Biotopy evropsky a národně významných druhů:
- Mlok skvrnitý (Salamandra salamandra)
- skokan štíhlý (Rana dalmatina)
- skokan hnědý (Rana temporaria)
- užovka stromová (Zamenis longissimus)
- Slepýš křehký (Anguis fragilis)
- Netopýr černý (Barbastella barbastellus)
- Netopýr večerní (Eptesicus serotinus)
- netopýr velký (Myotis myotis)
- Netopýr rezavý (Nyctalus noctula)
- Netopýr hvízdavý (Pipistrellus pipistrellus)

Biotopy evropsky významných druhů ptáků a biotopy stěhovavých druhů ptáků:
- Čáp černý (Ciconia nigra)
- Včelojed lesní (Pernis apivorus)
- Žluna šedá (Picus canus)
- Datel černý (Dryocopus martius)
- Strakapoud prostřední (Dendrocopos medius)
- Strakapoud bělohřbetý (Dendrocopos leucotos)
- Lejsek bělokrký (Ficedula albicollis)
- Lejsek malý (Ficedula parva)
- Lejsek šedý (Muscicapa striata)